# Пояскові
Пояскові (Clitellata) — клас кільчастих червів. Клас містить понад 8000 видів.

## Поширення
Пояскові поширенні по всьому світі та океанах. Більшість пояскових живуть на землі, в прісній воді або в океані.

## Опис
Представники класу характеризуються наявністю пояска (clitellum ), що утворюється із залишок кокону на одній із стадій життєвого циклу. Від поліхет пояскові відрізняються відсутністю параподій та менш вираженою головою. Пересуваються вони, звичайно, скорочуючи почергово шари кільцевих та поздовжніх м'язів.

## Розмноження
Усі пояскові — гермафродити. Розмножуються за допомогою спарювання (два хробака зближуються і обмінюються сперматозоїдами). Яйця запліднюються однією із спарюваних особин і відкладаються у специфічний кокон, що складається з слизу, який виділяється залозистими клітинами. Далі з нього після розвитку виходить цілком сформований черв'як.